# Maxence Rivera
Maxence Rivera (Vénissieux, 30 de mayo de 2002) es un futbolista francés que juega de centrocampista en el S. C. Heerenveen de la Eredivisie.

## Trayectoria
Maxence Rivera comenzó su carrera deportiva en el A. S. Saint-Étienne II en 2019. El 8 de enero de 2020 hizo su debut como profesional, con el primer equipo del A. S. Saint-Étienne, en un partido de la Copa de la Liga de Francia frente al Paris Saint-Germain. En total disputó 25 encuentros antes de ser cedido el 31 de agosto de 2022 al Le Puy Foot 43 Auvergne.
En la temporada 2023-24 jugó 13 partidos en la Ligue 2 con el A. S. Saint-Étienne y en junio de 2024 fichó por el U. S. L. Dunkerque. En su único año en este equipo ayudó a lograr la clasificación para las semifinales de la Copa de Francia y al final de temporada se unió al S. C. Heerenveen.

## Selección nacional
Fue internacional sub-18 con la selección de fútbol de Francia.

## Clubes
| Club                             | País         | Año       |
| -------------------------------- | ------------ | --------- |
| A. S. Saint-Étienne II           | Francia      | 2019-2020 |
| A. S. Saint-Étienne              | Francia      | 2020-2024 |
| Le Puy Foot 43 Auvergne (cedido) | Francia      | 2022-2023 |
| U. S. L. Dunkerque               | Francia      | 2024-2025 |
| S. C. Heerenveen                 | Países Bajos | 2025-     |